# Natura morta amb pomes, raïm, melons, pa, gerra i ampolla
Natura morta amb pomes, raïm, melons, pa, gerra i ampolla és un quadre de Luis Egidio Meléndez pintat cap a 1771 que actualment forma part de la col·lecció permanent del Museu Nacional d'Art de Catalunya; va ser adquirit el 1944.

## Descripció
Sobre un suport de fusta i en un fons neutre apareix, en primer terme, un pa de crosta retallada i cruixent dins un plat de ceràmica de vora ondulat, del qual sobresurten un tovalló doblegat i un ganivet amb una marca a la fulla.
Darrere seu hi ha una gerra de les de Talavera, blanca i llisa amb una simple ratlla ocre al vora, vidrada i amb l'ansa cordada. Al costat, una ampolla de vi amb segell d'origen, i en la qual es reflecteix la finestra que deixa entrar la llum que il·lumina el conjunt. Tres melons lligats amb la corda que els ha de mantenir penjats en lloc fresc i fosc, marquen la seva silueta corba a tocar d'un vas de terracuita sense vidrar i tapada amb un drap lligat amb un cordill.
Al davant, carrassos de raïm blanc i negre, amb brots i circells enroscats al costat d'unes pomes. Damunt la taula hi ha uns quants brots i grans de raïm solts que hi rodolen a punt de caure.

## Anàlisi
Una tela magnífica, de tractament minuciós i detallat, que denota la preocupació habitual del pintor per l'observació del natural, una reproducció fidel i calculada, sense intenció simbòlica, que respon al gust de
l'esperit il·lustrat de l'Espanya de Carles III. A falta d'encàrrecs d'envergadura, Meléndez va centrar la seva producció, gairebé en exclusiva, en la representació dels objectes i la natura morta, obligat per una clientela a la qual havia de complaure per poder subsistir. I és en aquest sentit que cal recordar la declaració de «pobre de solemnitat» feta el mes anterior a la seva mort.